# Gwen Garci
Pour les articles homonymes, voir Gwen et Garci.
Gwen Garci, née à Tuba (île de Luçon) le 7 mai 1981, est une actrice philippine.

## Filmographie
- 1998 : Kasal-kasalan
- 2003 : Viva Hot Babes : elle-même
- 2003 : Sukdulan
- 2003 : Sex Drive : Vivian
- 2003 : Narito ang puso ko (série télévisée)
- 2003 : Masamang ugat : Gina
- 2003 : First Time : Cris
- 2004 : Masikip sa dibdib: The Boobita Rose Story : Gwen
- 2004 : Mano Mano 3: Arnis the Lost Art
- 2005 : Boso : Liza
- 2005 : K, the P1,000,000 Videoke Contest (série télévisée) : elle-même
- 2006 : Extra! Extra! (série télévisée) : la concurrente
- 2006 : Ligalig : Eleonor
- 2006 : Home Boy (série télévisée) : elle-même
- 2007 : Marimar (série télévisée) : Olga
- 2007 : 3 Days of Darkness : Michiko
- 2008 : Room 213 : la photographe
- 2009 : Butas : Maya
- 2009 : Heavenly Touch : Sheila
- 2009 : Ang beerhouse : Jewel / Ningning
- 2010 : Bigasan : Wilma
- 2011 : My Binondo Girl (série télévisée) : Lorraine
- 2013 : Sabine : Adriana